# Мар'янівка (Дальницька сільська громада)
Мар'я́нівка (в минулому — Марієнталь) — село Дальницької сільської громади в Одеському районі Одеської області в Україні. Населення становить 969 осіб.

## Історія
Станом на 1886 у німецькій колонії Марієнталь Грос-Лібентальської волості Одеського повіту Херсонської губернії мешкало 1018 осіб, налічувалось 108 дворових господарств, існували римо-католицька церква та школа.
7 (20) листопада 1917 року, відповідно до Третього Універсалу Української Центральної Ради, увійшло до складу Української Народної Республіки. 
15 липня 2005 року прийнято рішення Дальницької сільської ради вулицю Василя Вишиваного перейменувати на Незалежну, а провулок Катерини Білокур – на Радісний. Перейменування визнали скандальним, суперечливим  і неприйнятним. 

## Політика

### Парламентські вибори, 2019
На позачергових парламентських виборах 2019 року у селі функціонувала окрема виборча дільниця № 510694, розташована у приміщенні сільської ради.
Результати
- зареєстровано 855 виборців, явка 40,82%, найбільше голосів віддано за «Слугу народу» — 58,31%, за «Опозиційну платформу — За життя» — 19,83%, за Всеукраїнське об'єднання «Батьківщина» — 4,37%.[8] В одномандатному окрузі найбільше голосів отримав Сергій Колебошин (Слуга народу) — 45,59%, за Василя Гуляєва (самовисування) — 28,24%, за Сергія Боба (Опозиційна платформа — За життя) — 6,76%[9].

## Населення
Згідно з переписом УРСР 1989 року чисельність наявного населення села становила 1085 осіб, з яких 504 чоловіки та 581 жінка.
За переписом населення України 2001 року в селі мешкало 970 осіб.

### Мова
Розподіл населення за рідною мовою за даними перепису 2001 року:
| Мова       | Відсоток |
| ---------- | -------- |
| українська | 79,88 %  |
| російська  | 15,17 %  |
| молдовська | 4,02 %   |
| білоруська | 0,21 %   |
| болгарська | 0,21 %   |
| гагаузька  | 0,21 %   |
| румунська  | 0,21 %   |
| польська   | 0,10 %   |